# Musikbett
Ein Musikbett bezeichnet in Hörfunk und Fernsehen Hintergrundmusik, die unter Moderationen gelegt wird. Ein Bett ist jeweils dem Audiodesign eines Senders oder einer Sendung angepasst. In den 1990er-Jahren entwickelte sich der Trend, Musikbetten im Rundfunk auch für Servicemeldungen wie Verkehrsmeldungen oder Wetterprognosen einzusetzen. Selten kommt es auch in Nachrichtenformaten zum Einsatz, dann normalerweise nur im Überblick, da es sonst zu aufdringlich wirken kann und vom Inhalt ablenkt.
Spannungsbezogene Betten liegen meist als mehrminütiges Material vor. Es gibt Betten aber auch in Form von Endlosschleifen. Damit kann jedoch nicht besonders flexibel gearbeitet werden, da sich hier Spannung innerhalb der meist kurzen Zeit (z. B. einer Minute) nicht gut auf- und wieder abbauen lässt.
In Fernsehsendungen gibt es „indikative“ Jingles, die zum Beginn der Moderation (also nach Ablauf des Hauptmotivs) zum Musikbett werden, dann aber nach spätestens 30 bis 45 Sekunden ausgeblendet werden. Sie sind somit auch eine Art von Musikbett. Ein Beispiel hierfür ist das RTL-TV-Magazin extra.